# The Kennel Club

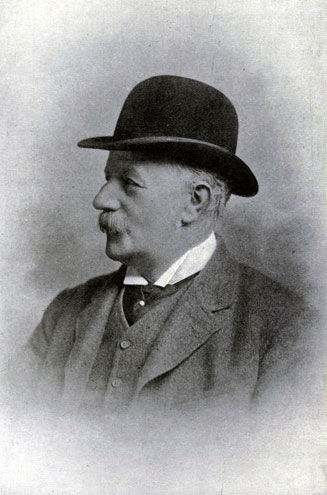
De oprichter van The Kennel Club, parlementslid Sewallis Shirley, in 1902

The Kennel Club (afgekort KC) is de grootste Britse kennelclub; het hoofdkantoor is gevestigd in Londen.
The Kennel Club is de oudste erkende kennelclub ter wereld, opgericht op 4 april 1873. Het was de eerste organisatie die op grote schaal stamboomregistraties van honden ging bijhouden. Tegenwoordig is de kennelclub niet meer alleen gericht op rashonden, maar zet ze zich in voor alle honden.
De club organiseert sinds 1948 ieder voorjaar Crufts, de grootste hondententoonstelling ter wereld.
De Royal Kennel Club is een niet-aangesloten partner van de Fédération Cynologique Internationale.